# Pustulosis

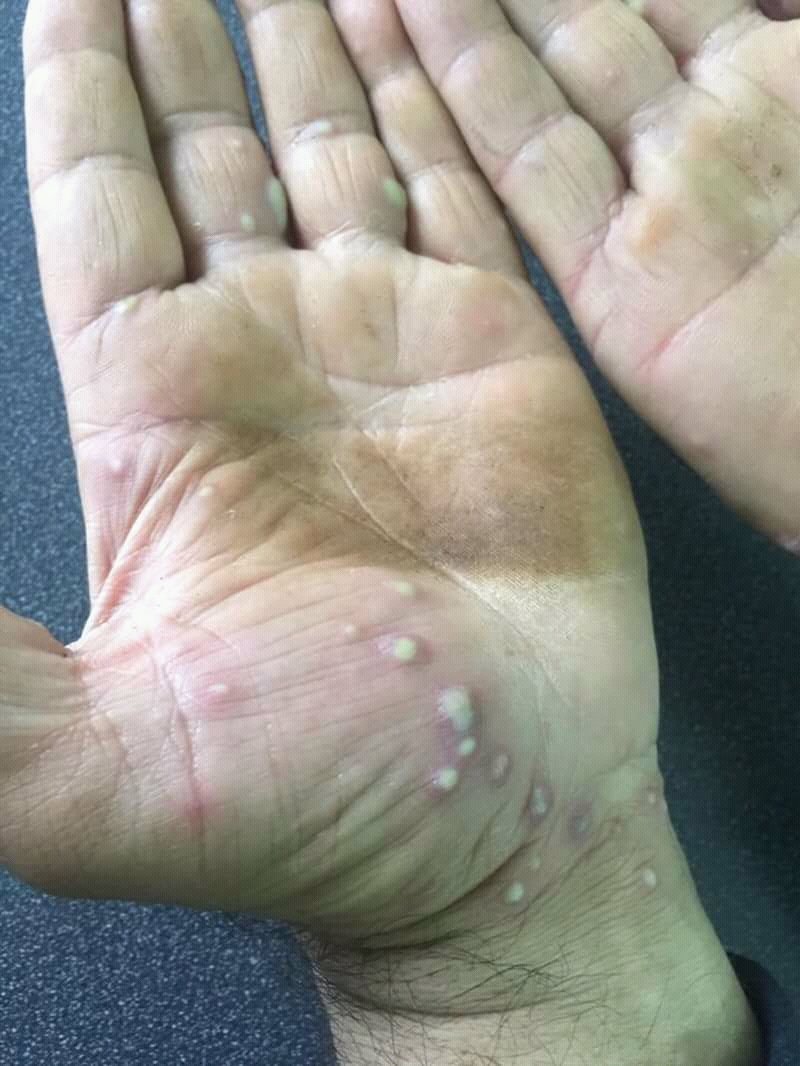
Ampollas en las manos que indican una posible pustulosis

La pustulosis es una afección cutánea muy inflamatoria que provoca la aparición de grandes ampollas llenas de líquido (pústulas). La pustulosis suele aparecer en las palmas de las manos y/o en las plantas de los pies. La piel de estas zonas se pela y se descama (exfolia) Esta afección, también denominada "pustulosis palmo-plantar", es una característica de la psoriasis pustulosa.